# Reber pri Škofljici
Reber pri Škofljici – wieś w Słowenii, w gminie Škofljica. W 2018 roku liczyła 117 mieszkańców.